# Mikey Welsh
Michael Edward Welsh, detto Mikey (Syracuse, 20 aprile 1971 – Chicago, 8 ottobre 2011), è stato un bassista statunitense, ex membro dei Weezer.
Dopo l'uscita dalla band, ha partecipato all'interno di diverse band come The Special Goodness, Verbena, Heretix e The Kickovers, oltre ad aver collaborato con alcuni artisti come Juliana Hatfield.
L'8 ottobre 2011 Welsh fu trovato morto in una camera d'albergo a Chicago. La notizia ha destato scalpore poiché il bassista aveva scritto su Twitter il 26 settembre, il seguente messaggio:
(Mikey Welsh)

## Discografia

### Con i Weezer
- 2001 - Weezer
- 2005 - Winter Weezerland

### Con Juliana Hatfield
- 1998 - Bed
- 2002 - Juliana's Pony: Total System Failure
- 2002 - Gold Stars 1992-2002: The Juliana Hatfield Collection

### Con i The Kickovers
- 2002 - Osaka

### Con gli Heretix
- 1993 - The Adventures of Superdevil